# Farbrausch
Farbrausch je německá umělecká skupina tvořící dema, jež na sebe upozornila v prosinci roku 2000 svým počinem "fr-08 .the .product" v kategorii 64k intro. Dalším milníkem byl rok 2004 a jejich first-person 3D hra ".kkrieger" o velikosti 96 kB. Tvorba se vyznačuje vysokým kvalitativním standardem, o čemž svědčí řada ocenění:
- "fr-025: The.Popular.Demo" - Public Choice Award (1. místo, Breakpoint 2003)
- "fr-041: debris." - Best Direction Award (1. místo, Breakpoint 2007)